# Cathédrale de Conversano
La cathédrale de Conversano est une église catholique romaine de Conversano, en Italie. Il s'agit de la cathédrale du diocèse de Conversano-Monopoli.